# Пристан (за бродове)
 Пристан, зидани дио обале уређен за пристајање пловила (бродови; чамаци и др.) Пристан је паралелан са обалом за разлику од гата који је окомит и уређен са пристајање са обје стране.
- Пристан је и пловило на ријекама привезано и спојено са обалом помоћу прилазног моста уз кога пристају путнички бродови; или су на њему кућице – чекаонице, билетарнице, царинарнице и др.[1]